# Tangled: The Video Game
«Tangled: The Video Game» — видеоигра в жанре action-adventure по мотивам мультфильма «Рапунцель: Запутанная история», разработанная компанией Planet Moon Studios и изданная компанией Disney Interactive Studios. Сюжет игры повторяет сюжет мультфильма.

## Сюжет
История повторяет сюжет мультфильма. На землю падает волшебная солнечная капля, вследствие чего появляется волшебный цветок, способный возвращать и сохранять вечную молодость и красоту. Этот цветок находит эксцентричная хитрая старушка-ведьма матушка Готель и использует дар солнца для того, чтобы сохранять свою молодость. Для этого ей необходимо лишь исполнить волшебную песню.
Тем временем в соседнем королевстве случается беда — опасно заболевает беременная королева, и только волшебный цветок может спасти её от смерти. Цветок находят, и с его помощью королева исцеляется, а затем у неё рождается дочь — принцесса Рапунцель, волосы которой унаследовали волшебный дар солнца.
Но вскоре матушка Готель (она видела, как солдаты нашли цветок) прокрадывается в замок, желая обрести вечную молодость. Она срезает прядь волос девочки, но волосы темнеют и теряют свои свойства. Тогда старуха похищает девочку. С тех пор Рапунцель растёт под замком, в старой башне, слушая рассказы воспитательницы о том, что мир — ужасное место, и не зная, что она на самом деле принцесса. Каждый год в день рождения Рапунцель в королевстве проводится фестиваль летающих фонариков в память о потерянной принцессе. Девушка видит огни из окна в каждый свой день рождения и мечтает посмотреть на них вблизи.
Однажды в башню забирается вор Флинн Райдер. Спрятав его сумку, Рапунцель заключает с ним сделку: он отведёт её к фонарикам и проводит домой, а она вернёт его сумку.

## Геймплей
Игра является платформером с элементами головоломки и создана с большим акцентом на кооперативный геймплей. Игрок управляет Рапунцель, принцессой с волшебными волосами похищенной Матушкой Готель, второй игрок может управлять Флинном Райдером. Если игрок играет один, он может переключаться между Рапунцель и Флинном. Комната Рапунцель выступает в качестве главного места, где находятся основные миссии, статистики и мини-игры.
Каждый персонаж имеет свои способности, в соответствии с сюжетом мультфильма — Рапунцель может исцелять природу и цветы, используя её волшебные волосы, в то время как Флинн может перерезать кустарник и другие препятствия, используя меч. Кроме того, Рапунцель также может использовать свои волосы в качестве импровизированной верёвки, чтобы поднять Флинна на более высокую поверхность или качаться через определённые ветви деревьев. Флинн тоже может помочь Рапунцель подняться. Оба персонажа имеют свою соответствующую силу, которая заполняется при выполнении определённых действий, таких как сбор капель солнца и монет, разбросанных по всему уровню, исцеление цветов или участие в ближнем бою. Как только сила Флинна заполнится, он может выполнить специальную атаку. Если заполнится сила Рапунцель, её волосы будут светиться постоянно. Рапунцель также вооружена сковородкой.

## Оценки
| Сводный рейтинг    | Сводный рейтинг | Сводный рейтинг |
| Издание            | Оценка          | Оценка          |
| Издание            | DS              | Wii             |
| ------------------ | --------------- | --------------- |
| Metacritic         | 70/100          | 63/100          |
| Иноязычные издания |                 |                 |
| Издание            | Оценка          | Оценка          |
| Издание            | DS              | Wii             |
| The Guardian       | N/A             | [ 3 ]           |

Версии для DS и Wii получили смешанные отзывы на сайте Metacritic.